# H.G. Bohr
 Der er flere personer med dette navn, se Henrik Bohr.
Henrik Georg Christian Bohr (født 21. januar 1813 i Nakskov, død 21. november 1880) var en dansk skolemand. Han var far til Henrik og Christian Bohr og dermed farfar til Niels og Harald Bohr. Han var bror til præst og folketingsmand J.L.S. Bohr.

## Liv og gerning
Bohr var en søn af Peter Georg Bohr (1776-1847), senere rektor i Rønne, og Birgitte Steenberg f. Sandal, datter af professor H.P. Sandal. Han blev student fra Rønne i 1829 og tog teologisk eksamen i 1837. For Selskabet for Trykkefrihedens rette Brug udgav han i 1838 Lykkens ABC eller allernyeste Drømmetavle og i 1839 en levnedsbeskrivelse af Peder Tordenskjold samt ydede flere bidrag til Dansk Folkeblad. Efter at han i flere år havde været lærer ved Det von Westenske Institut, overtog han i 1844 skolens styrelse og hævede den til stor anseelse og meget stærk frekvens. Foruden programmer udgav han en række i sin tid meget benyttede historiske lærebøger. Han aftrådte skolens styrelse til sin søn Peter Georg Bohr (1845-1912) i 1873 og døde den 21. november 1880. 1860 var han blevet titulær professor.

## Ægteskab
Han var gift med Augusta Louise Caroline Rimestad, datter af justitsråd Christian Olsen Rimestad, birkedommer i Københavns nordre Birk.
Han er begravet på Assistens Kirkegård.